# Stefan II (biskup lubuski)
Stefan II (zm. 1345 r.) – polski biskup katolicki, świadek w procesie polsko-krzyżackim.

## Życiorys
W 1320 r. został wybrany przez kapitułę katedralną biskupem lubuskim. Konsekracja biskupia miała miejsce jednak 17 października 1326 r., po uzyskaniu prowizji. Za jego rządów, na skutek konfliktów z Marchią Brandenburską, została zniszczona rezydencja biskupia w Górzycy. Jako przeciwnik polityki cesarskiej i zwolennik związków z Polską zmuszony został do opuszczenia diecezji w 1339 r.
Rezydował następnie we Wrocławiu, gdzie został sufraganem. Był świadkiem w polsko-krzyżackim procesie warszawskim 1339 roku. W procesie Polski z Zakonem Krzyżackim, jako jeden z komisarzy papieskich, uchylił pretensje zakonu do ziem polskich w 1339 r.